# Wabash Avenue YMCA
Pour les articles homonymes, voir Wabash.
Le Wabash Avenue YMCA est un bâtiment historique situé à Chicago, dans l'État de l'Illinois, aux États-Unis. Il se trouve au 3763 South Wabash Avenue à Bronzeville, un quartier du secteur de Douglas dans le South Side de la ville de Chicago. La YMCA (Young Men's Christian Association ; en français « Union chrétienne de jeunes gens ») fut un important centre social de Bronzeville, un vaste quartier peuplé principalement par des Afro-Américains.
La YMCA proposa des formations professionnelles et des logements aux Afro-Américains qui arrivèrent à Chicago après qu'ils eurent fui le Sud du pays lors de la grande migration durant la première moitié du XXe siècle. En 1915, la Study of Negro Life and History, l'un des premiers groupes spécialisés pour les études afro-américaines, fut fondée à la YMCA.

## Présentation
Centré autour de la 35e rue et de State Street, le district de Black Metropolis (en forme longue « Black Metropolis-Bronzeville Historic District »), dans le quartier de Bronzeville, s'est développé grâce à la communauté afro-américaine qui a vu dans ce quartier une alternative aux restrictions, à l'exploitation, et à l'indifférence de la ville. Soutenu par l'homme d'affaires et entrepreneur Julius Rosenwald, président de la Sears, Roebuck and Company (aujourd'hui Sears Holdings Corporation), le Wabash Avenue YMCA a ouvert ses portes en 1911. Rosenwald avait un intérêt philanthropique pour la cause des Afro-Américains. La YMCA offrait des programmes de formation professionnelle tels que la réparation automobile et la formation manuelle.
Le quartier historique de Black Metropolis District a commencé à prospérer dans les années 1920, mais la concurrence des entreprises appartenant à des Euro-Américains sur la 47e rue et les effets de la Grande Dépression ont entraîné la fermeture de la plupart des entreprises appartenant à des Noirs.
Louis Gregory, conférencier afro-américain itinérant pour la foi bahá'íe et assistant souvent aux congrès nationaux de la religion organisés dans la région de Chicago, est connu pour y avoir séjourné au printemps 1918 et y avoir donné des conférences dans des clubs pendant son séjour en ville. En 1919, la contralto afro-américaine Marian Anderson donna l'une de ses premières représentations au Wabash Avenue YMCA.
Conçu par l'architecte Robert C. Berlin, ce bâtiment de cinq étages est doté d'une ossature métallique et construit avec des murs en briques de couleur brune et garni de calcaire gris provenant de la carrière de Bedford (comté de Lawrence), dans le sud de l'État voisin de l'Indiana. Le Wabash Avenue YMCA s'étend sur cinq baies de large sur Wabash Avenue et 10 baies de long sur la 38th Street. L'intérieur du bâtiment comprend un auditorium, une piscine, des salles de réunion et des salles de classe. En 1945, une annexe a été construite sur le côté sud du bâtiment.
Le Wabash Avenue YMCA a été inscrit sur le prestigieux Registre national des lieux historiques (National Register of Historic Places ; NRHP) par le National Park Service (NPS) en 1986, et sur la liste des Chicago Landmarks (CL) par les membres de la Commission on Chicago Landmarks de la ville de Chicago le 9 septembre 1998.